# Afric
L’Afric est un paquebot mixte britannique construit par les chantiers navals Harland & Wolff de Belfast pour la White Star Line. Il est le premier des cinq navires de la classe Jubilee, des paquebots capables de transporter 350 passagers ainsi qu'une cargaison réfrigérée à destination de l'Afrique du Sud et de l'Australie.
Sa carrière sur cette route n'est troublée que par une mission de transport de troupes durant la guerre des Boers. Durant la Première Guerre mondiale, le paquebot est réquisitionné par le gouvernement australien comme transport de troupes. C'est dans ces circonstances qu'il est torpillé au large des côtes britanniques en 1917, emportant avec lui 22 victimes.

## Histoire

### Conception et construction
L’Afric est construit aux côtés du Medic et du Persic dans le but de desservir l'Afrique du Sud et l'Australie pour la White Star Line. Ces navires étant mis en service en 1899, ils portent le nom de classe Jubilee. Deux autres sister-ships les rejoignent par la suite : le Runic et le Suevic. Tous sont capables de transporter 350 passagers, ainsi qu'une importante cargaison dans des compartiments réfrigérés situés à la proue.
Le paquebot est construit à Belfast par les chantiers navals Harland & Wolff. Il est lancé le 6 novembre 1898 et terminé dans les trois mois qui suivent. Le 8 février 1899, il effectue un voyage inaugural entre Liverpool et New York, puis retourne à Belfast pour subir des modifications en vue de son service australien.

### Carrière et naufrage
L’Afric connaît ensuite une carrière sans histoire sur la route Liverpool—Le Cap—Sydney. Il transporte également des troupes au Cap durant la guerre des Boers. Outre son voyage inaugural, l’Afric fait une autre traversée transatlantique en 1900.
Lorsque la Première Guerre mondiale éclate, l’Afric est réquisitionné par le gouvernement australien comme transport de troupes. Le 17 février 1917, alors qu'il navigue au sud des côtes anglaises, il est attaqué par le sous-marin U-66 commandé par Herbert Pustkuchen (de), qui tire une première torpille, tuant cinq hommes d'équipage. Il laisse ensuite évacuer le navire avant de le couler d'une deuxième torpille. Le naufrage fait au total 22 victimes. 145 personnes survivent.